# Ulica 7 Kamienic w Częstochowie
Ulica 7 Kamienic – jedna z zabytkowych ulic w Częstochowie, położona w bezpośrednim sąsiedztwie Jasnej Góry. Ma około 600 metrów długości i otacza wzgórze jasnogórskie od strony południowej. Nazwa ulicy pochodzi od siedmiu domów zbudowanych przy ulicy na początku XIX wieku. Od strony północnej ulica graniczy z Parkiem Stanisława Staszica.

## Historia
Ulica powstała w pierwszej połowie XIX wieku, początkowo znajdowało się na niej 7 domów, tzw. „szynkowych” (kamienice 15, 17, 19, 21, 23, 25, 27), w późniejszym okresie XIX wieku powstały kamienice 9, 11, 13, 29.
Przy ulicy znajduje się wyremontowana Zagroda Włościańska, dawny pawilon Wystawy Przemysłu i Rolnictwa z 1909 roku. Wzniesiona została w latach 1908–1909, jako wzorcowa zagroda włościańska według projektu Zdzisława Kalinowskiego i Czesława Przybylskiego.
W trakcie I wojny światowej 7 sierpnia 1914 roku doszło do ostrzelania jednego z domów przy ul. 7 Kamienic przez pijanych żołnierzy niemieckich. Wymiana ognia doprowadziła do ofiar śmiertelnych. Niemiecka administracja winą za zajście obciążyła jednak polskich mieszkańców, skutkiem czego doszło do pogromu, aresztowań, zesłań, egzekucji i rabunków na ludności przyklasztornej dzielnicy oraz rabunek klasztoru w Mstowie. Powstała też Enklawa Jasna Góra pozostająca pod administracją austro-węgierską.
W kamienicy nr 29 w 1923 roku przyszła na świat Ludmiła Marjańska, poetka, a w latach 1993–1996 prezes Stowarzyszenia Pisarzy Polskich. W kamienicy nr 17 w 1935 roku urodziła się poetka, Halina Poświatowska.
Po upadku powstania warszawskiego, 5 października 1944 roku, siedziba kwatery Komendy Głównej Armii Krajowej przeniesiona została do Częstochowy i mieściła się przy ulicy 7 Kamienic 21, aż do 19 stycznia 1945 roku, kiedy to ostatni komendant Armii Krajowej, gen. Leopold Okulicki ps. „Niedźwiadek”, wydał rozkaz zwalniający żołnierzy Armii Krajowej ze złożonej przysięgi wojskowej.
Przy skrzyżowaniu ulicy 7 Kamienic z ulicą Pułaskiego, wybudowano nowoczesne budynki Akademii Polonijnej. Do lat 90. XX wieku znajdował się tu stadion Klubu Sportowego Skra Częstochowa.
20 października 2008 rozpoczęła się przebudowa ulicy 7 kamienic. W ramach modernizacji ulicy poszerzona została jezdnia i chodnik na odcinku od ul. Pułaskiego do ul. Grunwaldzkiej. Utworzony został dodatkowy pas do prawoskrętu w ul. Pułaskiego, a sygnalizacja na skrzyżowaniu została wymieniona na nowoczesną, sterowaną wideodetekcją. Inwestycja została zakończona w 2009 roku.

## Galeria

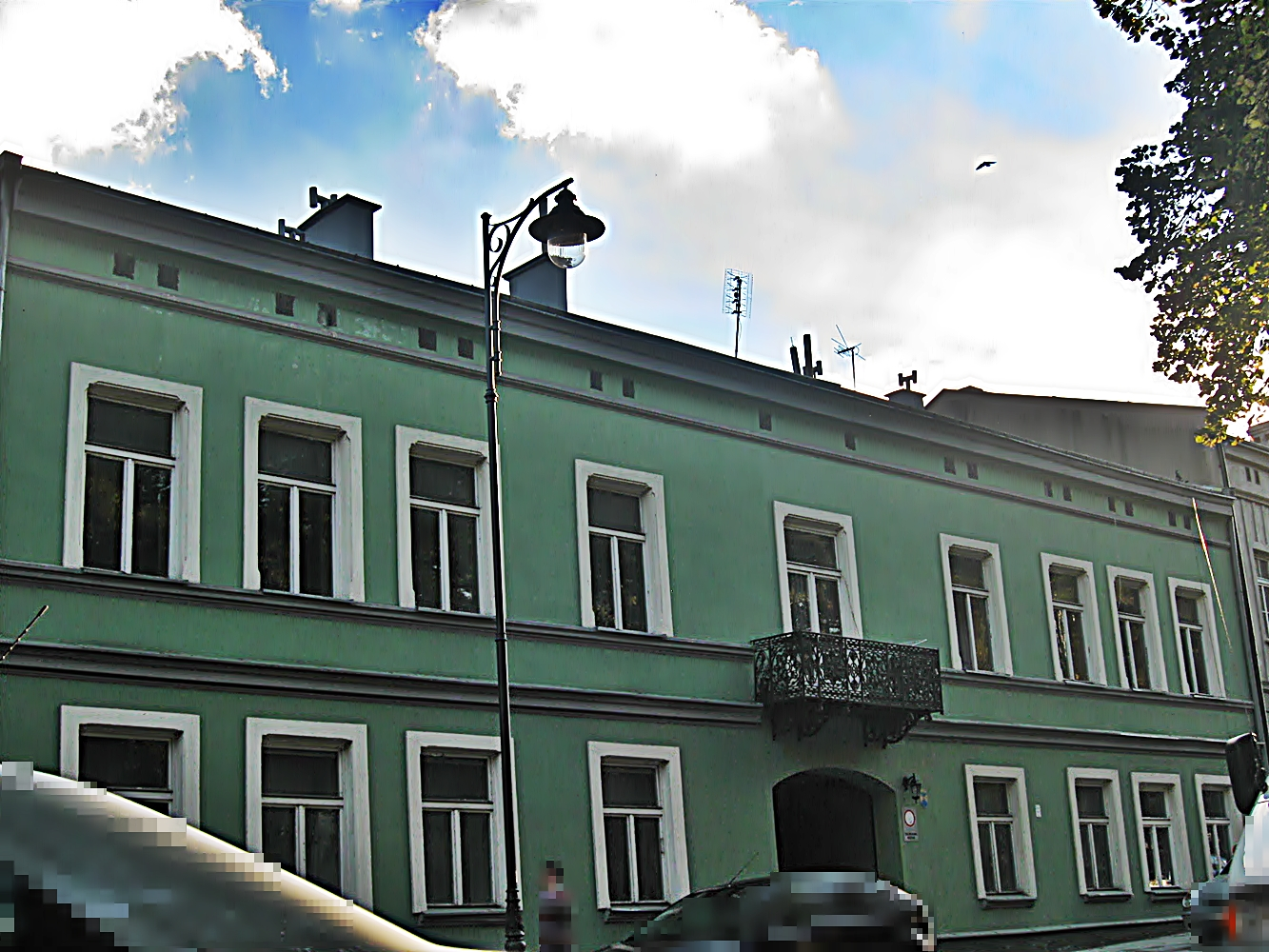
kamienica z nr 9
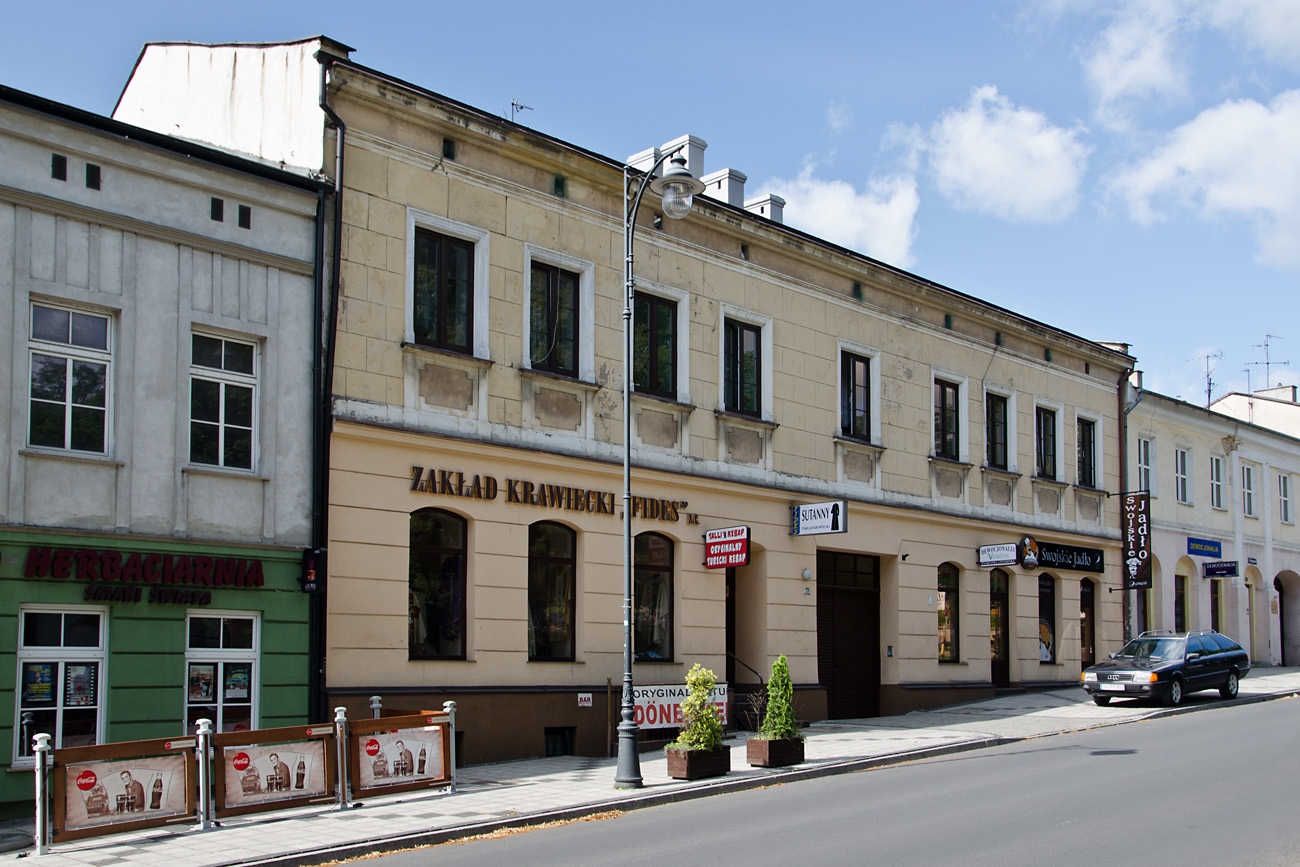
kamienica z nr 13
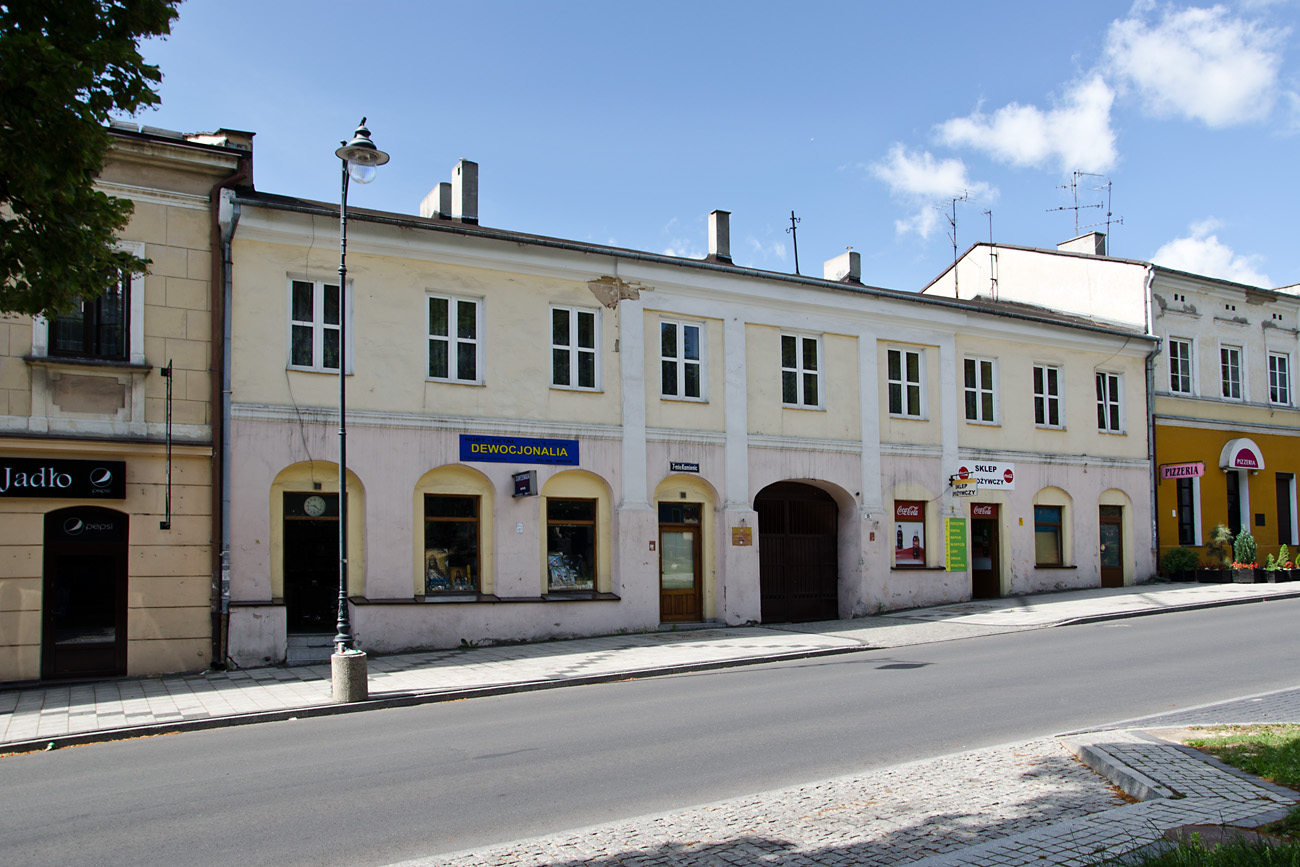
kamienica z nr 15
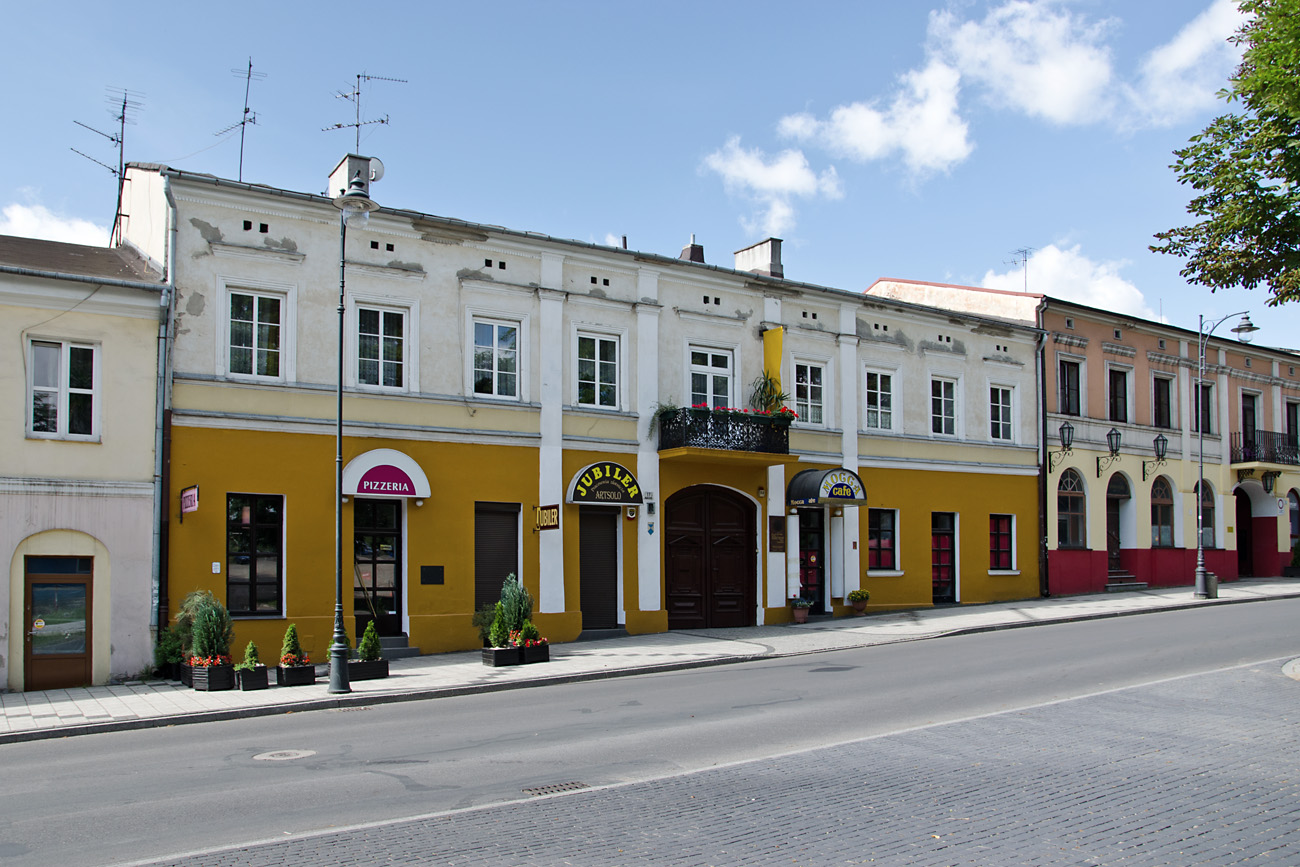
kamienica z nr 17
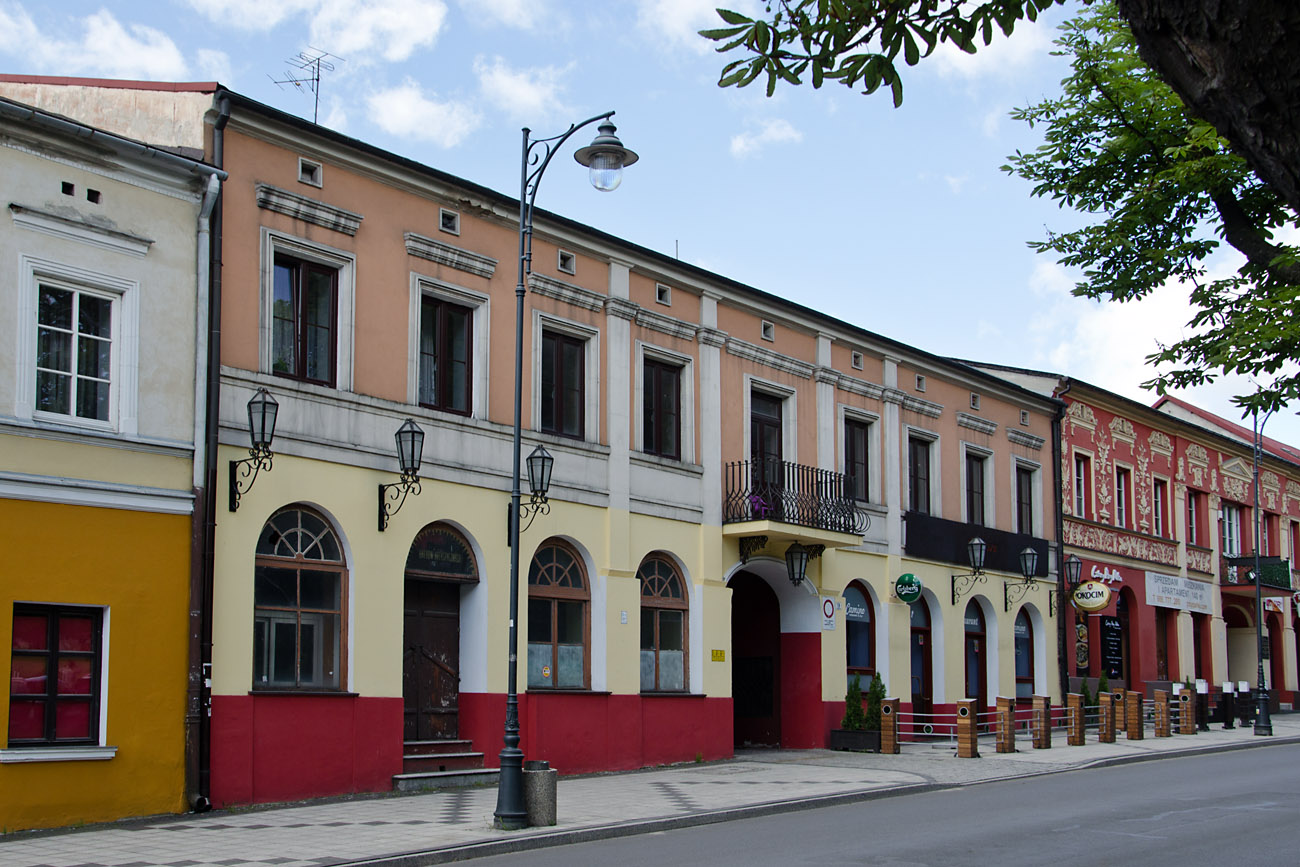
kamienica z nr 19
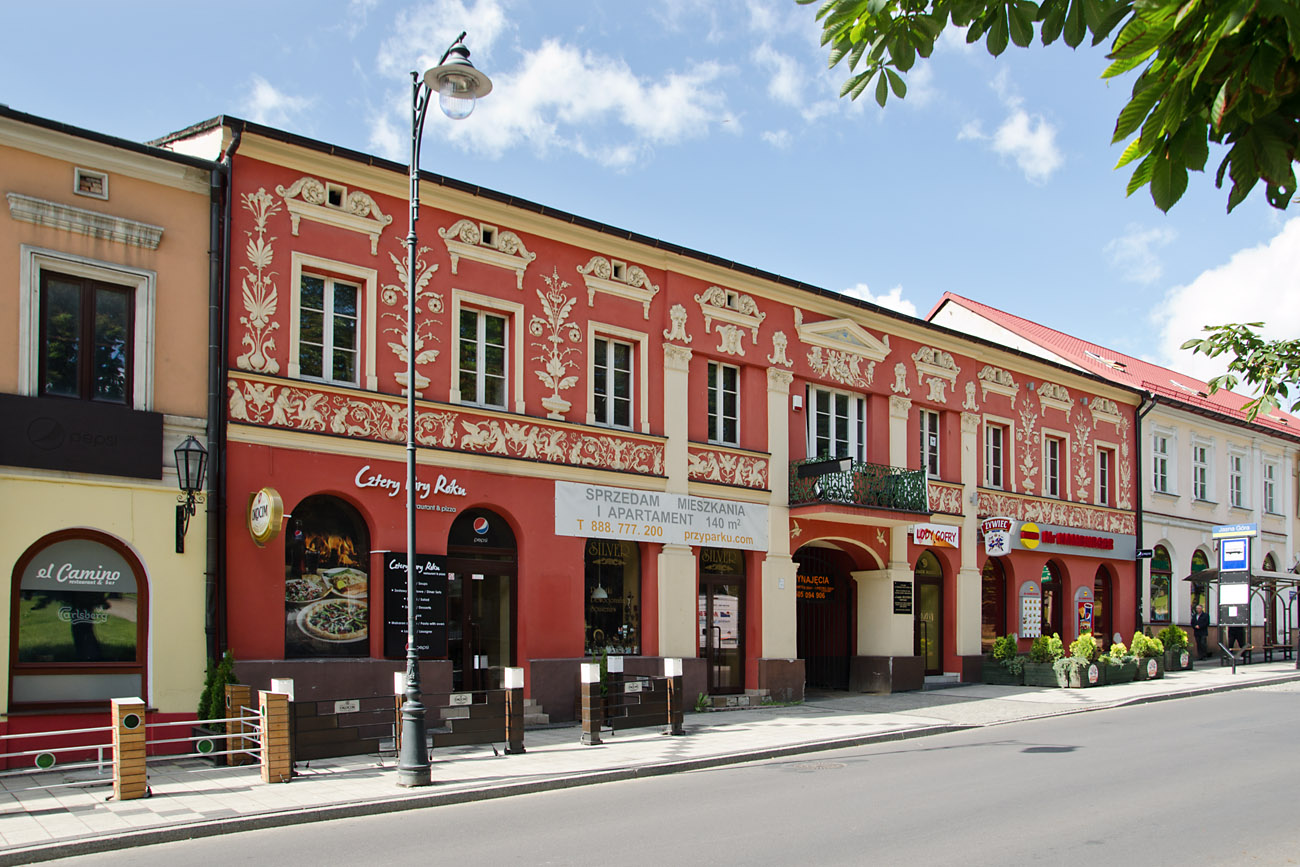
kamienica z nr 21
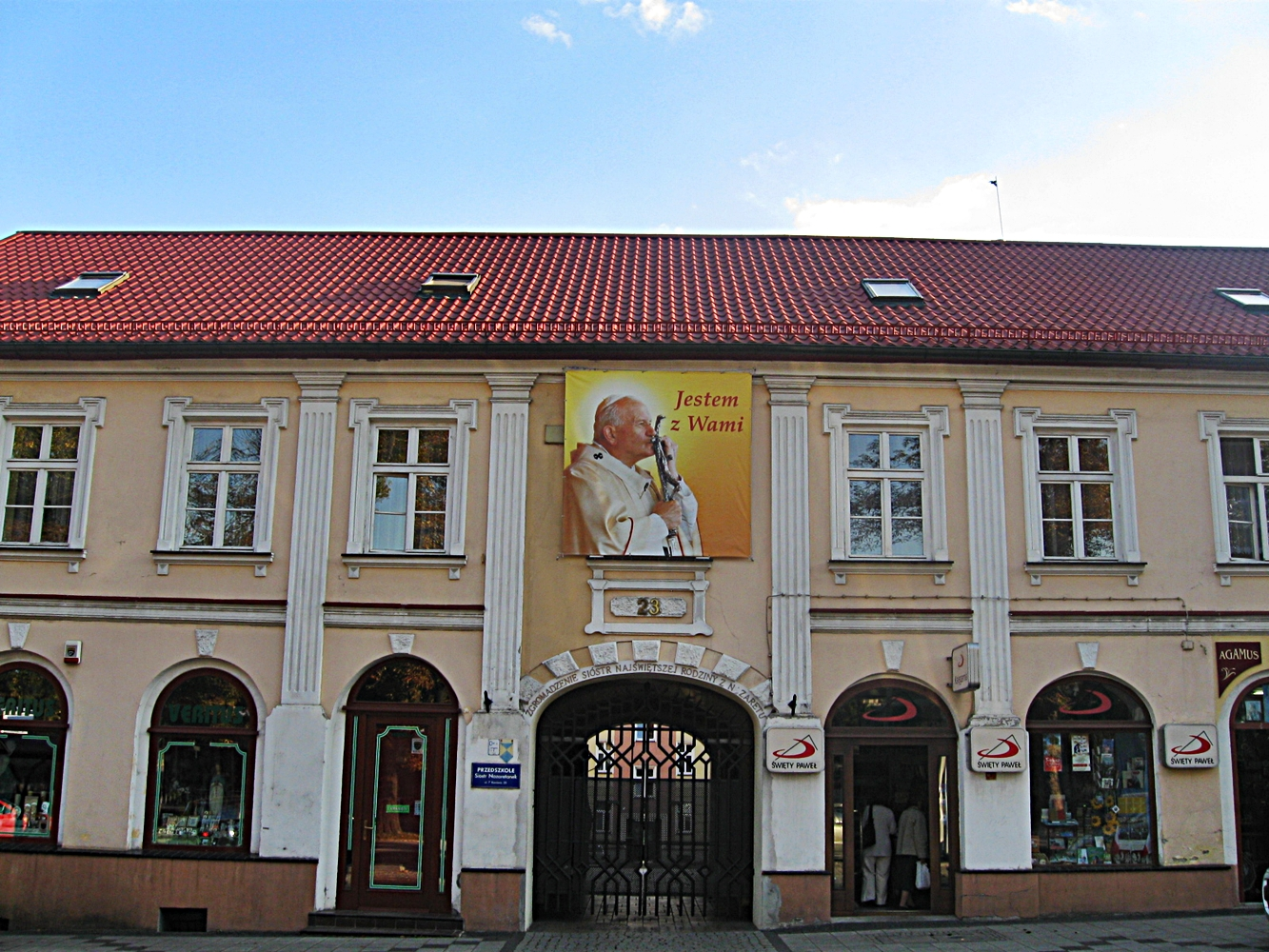
kamienica z nr 23
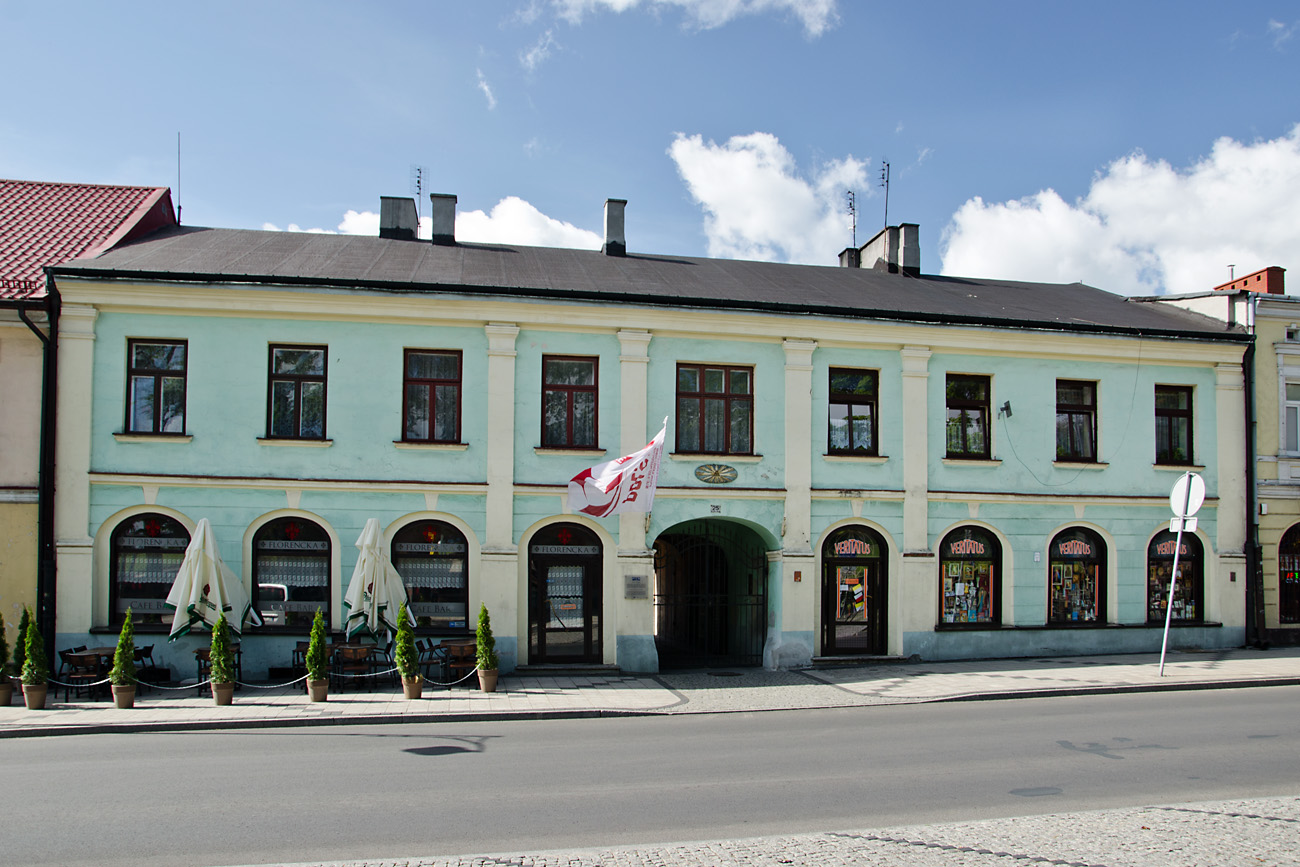
kamienica z nr 25
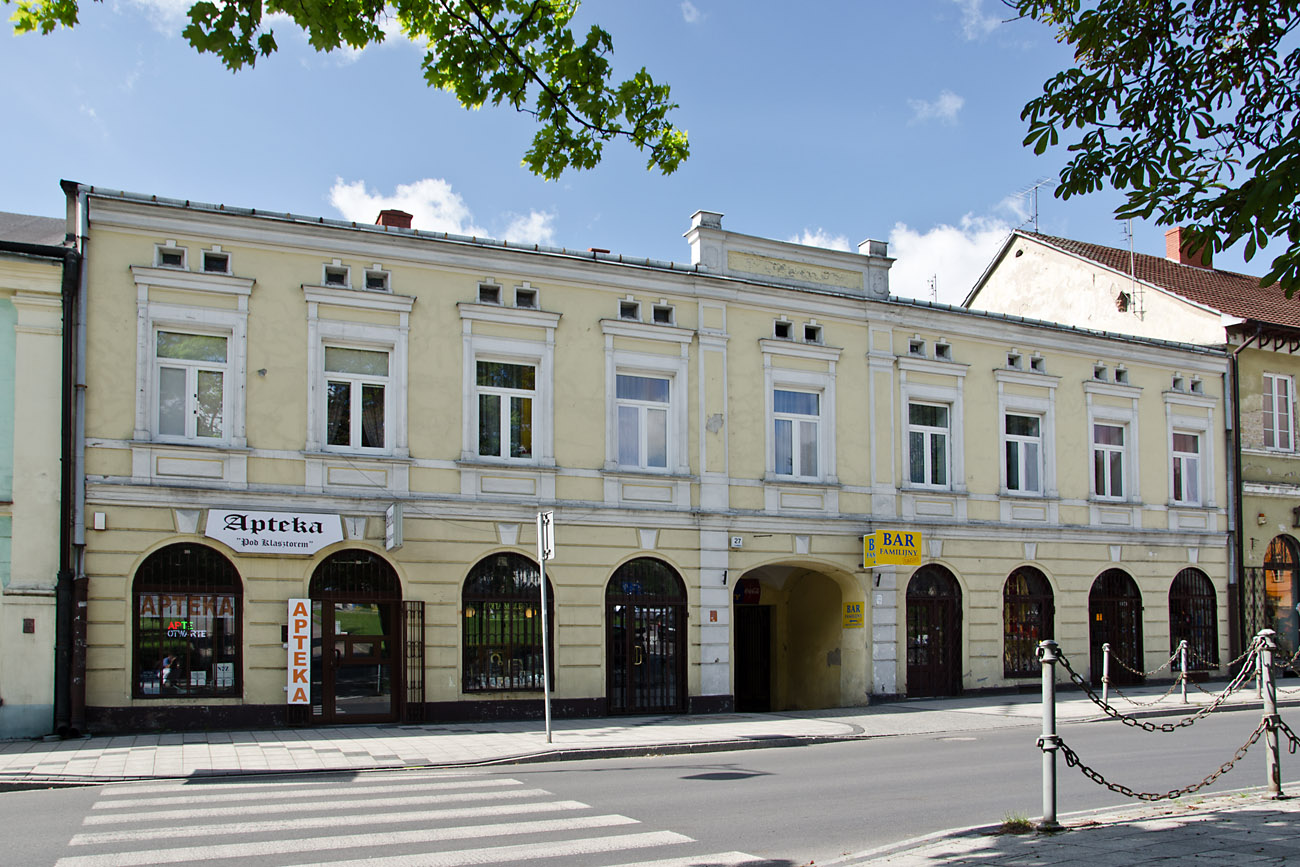
kamienica z nr 27
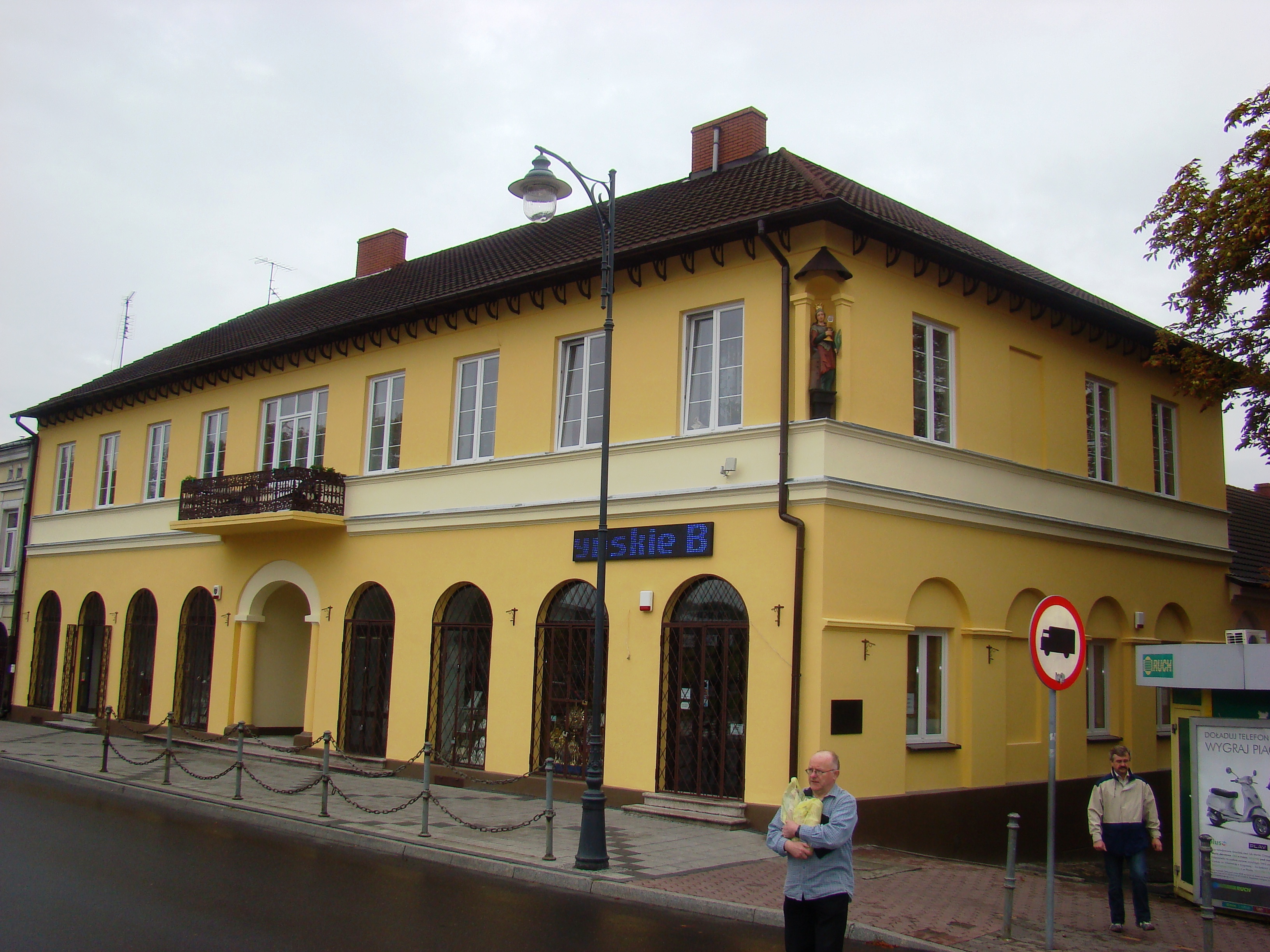
kamienica z nr 29